# Изток (река)
Вижте пояснителната страница за други значения на Изток.
Изто̀к е река в Пирин планина, десен приток на река Места. Нейно начало е карстовия извор Изворо в северните поли на Пирин. В началото реката тече на североизток и приема притоците Раковица отдясно и Валевичка река отляво. В източните предградия на Разлог Изток приема левите си притоци Язо и Бела река, и завива на югоизток. Малко преди вливането си в река Места при село Баня Изток приема реките Седръч, Драглишка река (леви притоци) и Глазне (десен приток). Дължина на реката е 16.5 км.